# 적안
적안(赤眼, red eye)은 안구가 상해나 질병으로 인해 붉게 보이는 비특이적 질병이다. 보통은 결막이나 공막의 혈관이 팽대해져서 발생하는 충혈을 가리키며, 결막, 공막, 또는 이들과 가까이 있는 구조에 발병한 질병에 의해 발생할 수 있다. 결막염과 결막하 출혈은 덜 심각하지만 더 일반적인 질병들 가운데 두 가지이다.
관리 차원에서 진료를 포함한 긴급 조치가 필요한지, 추가 자원 없이 치료를 수행할 수 있는지에 대한 조사가 필요하다.
실트 램프 검진이 진단에 도움이 될 수 있지만 초기 진단은 주의 깊은 병력 확인, 시력 검사, 펜라이트 검진을 사용하여 수행된다.

## 감별진단
수많은 질병 중에서 결막염이 가장 흔하다. 그 밖에는 다음과 같다:

보통 긴급하지 않은 질병
- 안검염[2]
- 결막하 출혈[1]
- 염증성 익상편[3]
- 염증성 검열반[4]
- 건성각결막염
- 공기 매개 오염물 또는 자극물
- 피로
- 대마초를 포함한 약물 복용[5]

보통 긴급한 질병
- 급성 우각 폐색 녹내장[6]
- 부상
- 각막염[6]
- 포도막염[1]
- 공막염[7]
- 상공막염[8]
- 로키산 홍반열과 같은 진드기 매개 질병[9]

## 같이 보기
- 적목 현상